# Thành phố Yarra

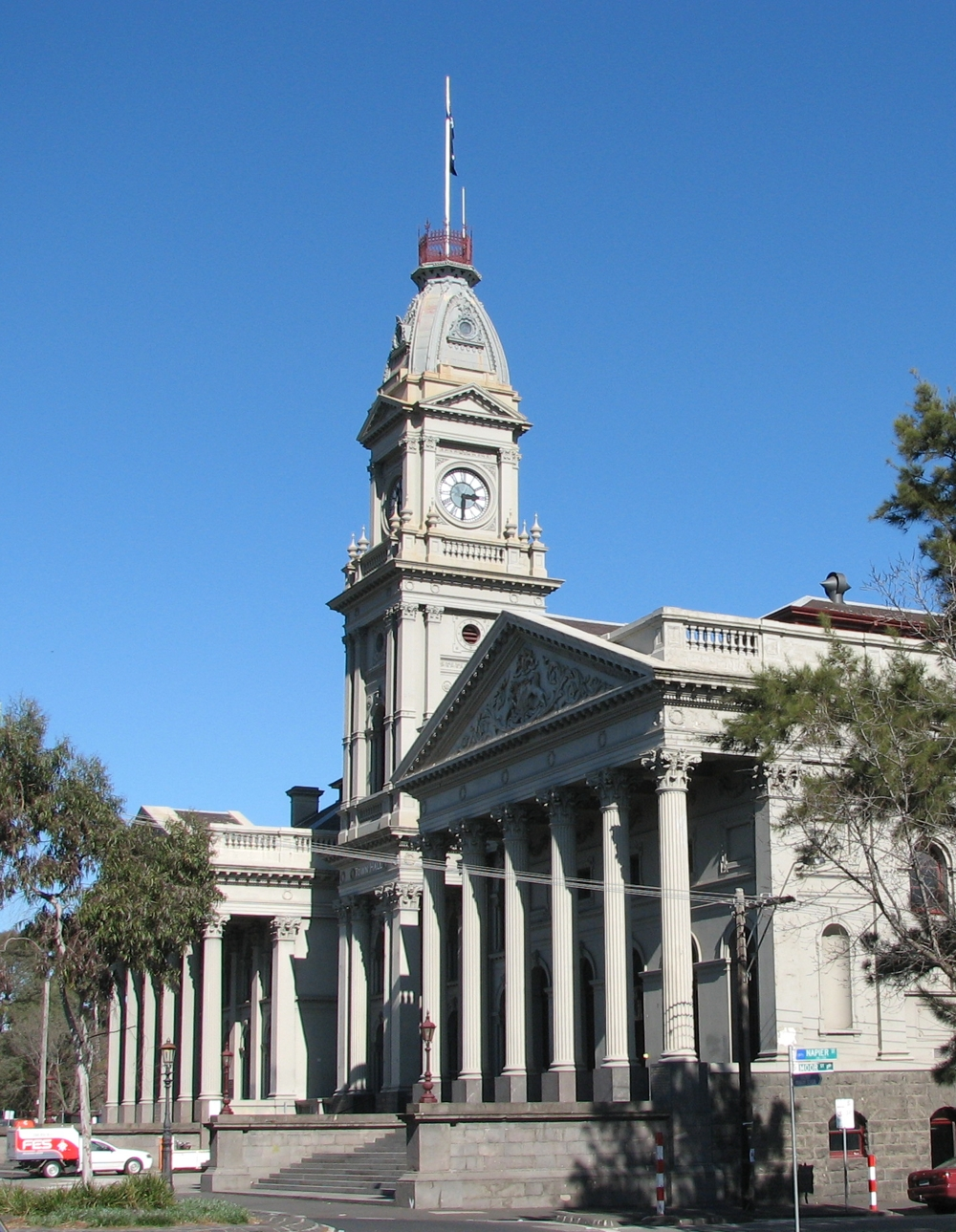
Tòa thị chính Fitzroy

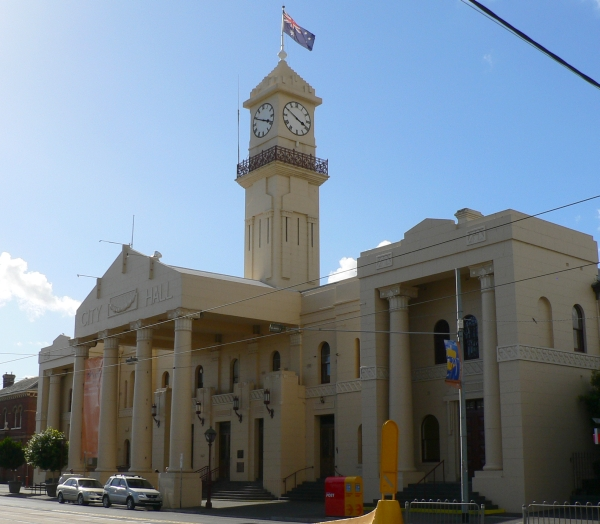
Tọa thị chính Richmond

Thành phố Yarra (tiếng Anh: City of Yarra) là một khu vực chính quyền địa phương thuộc tiểu bang Victoria, nước Úc, tọa lạc tại phía đông đắc khu trung tâm thành phố. Thành phố có diện tích vào khoảng 19,5 km2 và có số dân khoảng 74.090 người (theo kết quả điều tra năm 2011). Thành phố được thành lập vào năm 1994 từ việc sáp nhập ba thành phố trước đó là Richmond, Collingwood và Fizroy cùng một phần vùng Carlton North và các vùng Alphington, Fairfield từ các thành phố lân cận.
Văn phòng Hội đồng thành phố hiện đặt tại Toà thị chính Richmond cũ, trên đường Bridge Road, vùng Richmond. Còn hai toà thị chính Collingwood và Fitzroy vẫn đang được trưng dụng làm cơ sở phụ, thư viện công cộng và trung tâm văn hoá cộng đồng khu vực. Bên cạnh đó, thỉnh thoảng hội đồng thành phố vẫn hay tổ chức hội nghị tại các cơ sở này.
Như nhiều địa phương khác của Melbourne, Yarra là thành phố có đa dạng về văn hoá. Thống kê từ Điều tra dân số năm 2011 cho thấy có khoảng 37,5% cư dân nơi này sinh ra ở ngoài nước Úc, lớn nhất là lượng dân cư sinh ra tại Anh quốc, Việt Nam, New Zealand, Hy Lạp và Trung Quốc.
Các vùng ngoại ô của thành phố được hình thành trong giai đoạn từ giữa cho đến cuối thế kỷ 19; do đó, hầu hết các toà nhà mang nét kiến trúc thời Victoria rõ nét. Bên cạnh những toà nhà nguyên khối và nhà liên kế mặt tiền, trong vùng còn có nhiều chung cư đang dùng làm nhà ở xã hội của chính phủ.
Trên địa bàn thành phố có nhiều con phố mua sắm nổi tiếng, bao gồm các phố Bridge Road, phố Swan Street và Victoria Street vùng Richmond, Phố Brunswick và Gertrude ở vùng Fitzroy, và phố Smith Street ở vùng Collingwood.

## Vùng ngoại ô trực thuộc
- Abbotsford
- Alphington (có một phần thuộc Thành phố Darebin)
- Burnley
- Carlton North (có một phần thuộc Thành phố Melbourne)
- Clifton Hill
- Collingwood
- Cremorne
- Fairfield (có một phần thuộc Thành phố Darebin)
- Fitzroy
- Fitzroy North
- Princes Hill
- Richmond

## Hội đồng thành phố
Hội đồng thành phố Yarra là cấp chính quyền cơ sở trực thuộc chính phủ tiểu bang Victoria. Hội đồng hiện tại gồm 9 nghị viên được bầu trực tiếp từ ba phường hành chính cấu thành phạm vi thành phố (mỗi vùng có 3 nghị viên đại diện). Tất cả các nghị viên được bầu theo nhiệm kỳ 4 năm, trong đó, thị trưởng đương nhiệm là ông Roberto Colanzi, nghị viên đại diện phường Nicholls, được bầu tại cuộc họp hội đồng năm 2015.
| Phường    | Đảng | Đảng             | Nghị viên            | Ghi chú    |
| --------- | ---- | ---------------- | -------------------- | ---------- |
| Nicholls  |      | Lao động         | Roberto Colanzi      | Thị trưởng |
| Nicholls  |      | Ứng viên độc lập | Jacky Fristacky      |            |
| Nicholls  |      | Xanh             | Sam Gaylard          |            |
| Langridge |      | Lao động         | Geoff Barbour        |            |
| Langridge |      | Xã hội           | Stephen Jolly        |            |
| Langridge |      | Xanh             | Amanda Stone         |            |
| Melba     |      | Xanh             | Misha Coleman        |            |
| Melba     |      | Lao động         | Simon Huggins        |            |
| Melba     |      | Ứng viên độc lập | Phillip Vlahogiannis |            |

## Kinh tế
Do nằm sát trung tâm thành phố nên Yarra tập trung nhiều công ty, doanh nghiệp thời trang, công nghệ và truyền thông thương mại. Các công ty lớn
- Aesop đặt trụ sở toàn cầu trên đường Smith Street, Collingwood.[4]
- Carsales.com Ltd và công ty con Quicksales đặt trụ sở chính tại đường Punt Road, Richmond.[5]
- Computershare, một trong những doanh nghiệp cung cấp dịch vụ công nghệ chứng khoán và đăng ký hàng đầu, có trụ sở tại đường Johnston Street Abbotsford.[6][7]
- Country Road, nhà sản xuất thời trang cao cấp của Úc có trụ sở chính tại đường Church Street, Richmond[8]
- Epworth, tập đoàn chăm sóc sức khỏe tư nhân bất vụ lợi đặt trụ sở tại đường Bridge Road.[9]
- GlaxoSmithKline đặt văn phòng của hãng dược phẩm tại đường Johnston Street, Abbotsford.[10]
- Just Group và các nhãn hàng trực thuộc, bao gồm Just Jeans, Jay Jays, Jacqui E, Portmans, Dotti, Peter Alexander, và Smiggle đặt trụ sở chính tại đường Church Street, Richmond[11]
- Madman Entertainment đặt trụ sở công ty tại vùng Richmond, thuộc thành phố Yarra.[12][13]
- Pacific Star Network Limited, một công ty truyền thông đa lĩnh vực, với kênh radio SEN 1116, đóng tại đường Swan Street, Richmond.[14]
- REA Group, với sản phẩm chính là trang thương mại nhà đất realestate.com.au có văn phòng chính trên đường Victoria Street, Richmond.[15]
- Schwartz Publishing với các tạp chí The Monthly, Quarterly Essay và hãng in Black Inc đều đóng tại đường Langridge Street, Collingwood.[16][17][18]
- SitePoint, một doanh nghiệp xuất bản và phân phối sách toàn cầu có văn phòng chính tại đường Cambridge Street và đường Wellingston Street, Collingwood.[19][20][21]